# リプレーの世界奇談集
『リプレーの世界奇談集』（リプレーのせかいきだんしゅう、英: Ripley's Believe It or Not!）あるいは『信じようと信じまいと』（しんじようとしんじまいと）は、ロバート・リプレーにより始められたアメリカ合衆国のフランチャイズであり、読者がその真意を疑う様な奇妙で奇怪な事柄や出来事を取り扱っている。新聞の一コマ漫画として連載されたところ注目を集め、その後ラジオ、テレビ、漫画、博物館、そして書籍といった多種多様なフォーマットに展開していった。
リプレー・コレクションには、2万枚の写真、3万点の芸術作品、100コマ以上の一コマ漫画が含まれる。
ジム・パティソン・グループ（カナダのグローバル企業）の一部であり、フロリダ州オーランドに拠点を置くリプレー・エンターテイメント社には80以上のアトラクションがあり、来訪者は毎年1200万人以上である。
リプレー・エンターテイメントの出版と放送の各部門はテレビシリーズ、新聞の一コマ漫画の連載、本の執筆、ポスターとゲームの作成を含めた多数のプロジェクトを手掛けている。

## 一コマ漫画の連載
1918年12月19日、『ニューヨーク・グローブ』紙でリプレーの漫画が初めて登場した際、『チャンプス・アンド・チャンプス（Champs and Chumps）』の題名で掲載された。その後、スポーツとは関連のない内容も追加されていき、1919年10月に『ビリーヴ・イット・オア・ノット』に改題された。1923年に『ニューヨーク・グローブ』紙が事業を畳んだ際、リプレーは『ニューヨーク・イブニング・ポスト』紙に移った。1924年、一コマ漫画は『アソシエイテッド・ニュースペーパーズ』（ニューヨーク・グローブ紙を含めた協同組合の一部として設立）で連載されるようになった。同年、リプレーはノーバート・パールロスを調査員として雇った。パールロスはそれから52年間、ニューヨーク公共図書館で一コマ漫画のネタとなる、信じられないような事実を調べていくことになる。作業は週6日、一日10時間の体制で行われた。

## 書籍
有名な作品：
- Believe It or Not! by Ripley The Big Little Book (1931)
- Ripley's Believe It or Not (1929), reprinted in 2004
- Ripley's Mammoth Book of Believe It or Not (1953)
- Ripley's Giant Book of Believe It or Not (1976)
- Ripley's 35th Anniversary Believe It or Not (1954)
- Ripley's 50th Anniversary Believe It or Not (1968)
- Ripley's Believe It or Not Special Edition 2012 (2011)

新聞特集記事の注釈つきイラストが掲載されたペーパーバック本：
- Ripley's Believe It or Not 1st Series (1941)
- Ripley's Believe It or Not 2nd Series (1948)
- Ripley's Believe It or Not 3rd Series (1954)
- Ripley's Believe It or Not 4th Series (1982)

## 日本での受容
リプレーの著作は、日本では庄司浅水の翻訳により、1951年に原題を直訳した『信じようと信じまいと』という訳題で紹介され、その後、再刊の際に『世界奇談集』と改題された。2022年に河出書房新社から復刊された版では『信じようと信じまいと』の訳題に戻されている。
- 『信じようと信じまいと 世界中のうそのようなほんとうの話』（リプレー著、庄司淺水訳、東和社） 1951年
- 『世界珍談奇話事典』1 - 2（R.L.リプレー著、庄司浅水訳編、朋文堂） 1955年 - 1956年
- 『リプレーの世界奇談集』1 - 5（ロバート・レロイ・リプレー著、庄司浅水訳、朋文堂） 1959年 - 1960年
- 『世界奇談集 ウソのような本当の話』1 - 3（R・リプレー著、庄司浅水訳、河出書房新社、河出文庫） 1986年 - 1988年
- 『信じようと信じまいと』（R.L.リプレー文・絵、庄司浅水訳、河出書房新社） 2022年 ISBN 978-4-309-20857-2